# 弗朗茲·鮑爾

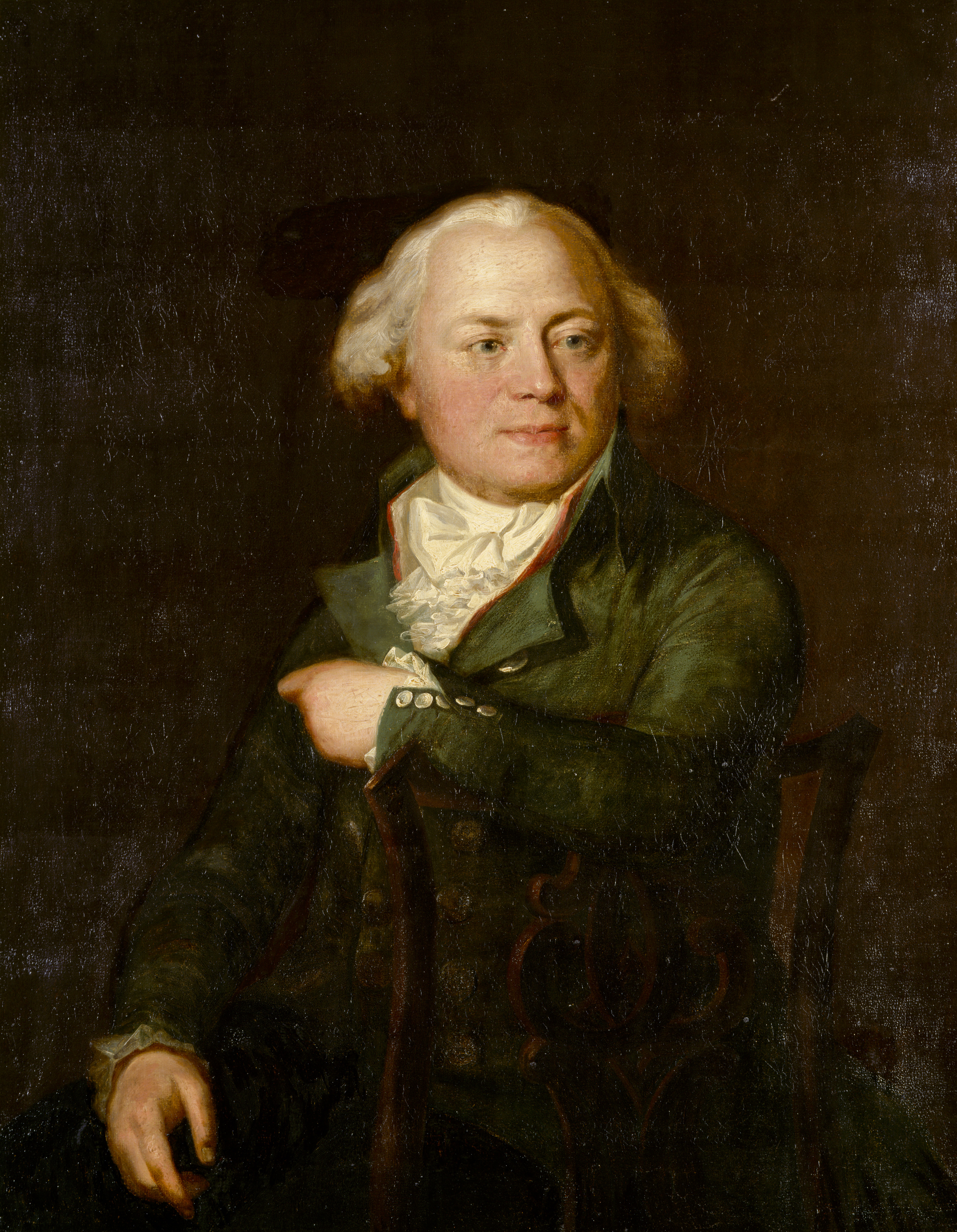
弗朗茲·鮑爾

弗朗茲·鮑爾（Franz Andreas Bauer，1758年3月14日—1840年12月11日）是一位奧地利植物畫家，在他的家族中也有多位畫家。他為許多植物構造與花朵繪製了精細的插圖，且其中包括一些顯微鏡下的圖像。

## 外部連結
- ADB (German Language)[永久]
- Kew biography of Francis Bauer